# Novoselci (Pleterniceszentmiklós)
Novoselci (1991-ig Novoselci Jakšićki) falu Horvátországban, Pozsega-Szlavónia megyében. Közigazgatásilag Pleterniceszentmiklóshoz tartozik.

## Fekvése
Pozsegától légvonalban 8, közúton 10 km-re keletre, községközpontjától 6 km-re északra, a Pozsegai-medencében, Blacko és Trapari között fekszik. 

## Története
A régészeti leletek tanúsága szerint a falu területe már ősidők óta lakott. Történelem előtti, főként kőkorszaki települések maradványai találhatók a „Šikare”, „Paljevine” és „Polje Markovac” nevű lelőhelyeken. Az 1999-es ásatások során a „Pašnjak” lelőhelyen a középső rézkorban virágzott Balaton-Lasinja kultúra leleteit, főként cseréptöredékeket találtak. Ókori település maradványai is kerültek itt elő.
Novoselci, amint az a nevéből is következtethető újabb alapítású település. Elődjének, a középkori falunak a maradványai ma is megtalálhatók a falu határában. Pusztulásának oka nem ismert, talán a török égette fel. Ezután a falu nem a régi helyén, hanem a mai helyen muzulmán lakossággal települt újra. A bécsi kamara iratai szerint ez a lakosság muzulmán hitre tért szerb volt. A muzulmánok a török kiűzése során 1687 körül Boszniába települtek. 1697 körül Boszniából katolikus horvátok és pravoszláv szerbek települtek be. 1698-ban „Novozelo” néven 2 portával szerepel a török uralom alól felszabadított szlavóniai települések összeírásában. 1760-ban 13 ház állt a településen.
Az első katonai felmérés térképén „Dorf Novo Szelczi” néven található. Lipszky János 1808-ban Budán kiadott repertóriumában „Novoszelczi” néven szerepel. Nagy Lajos 1829-ben kiadott művében „Novoszelczi” néven 6 házzal, 41 katolikus és 12 ortodox vallású lakossal találjuk.
A településnek 1857-ben 57, 1910-ben 150 lakosa volt. 1910-ben a népszámlálás adatai szerint lakosságának 68%-a horvát, 15%-a szlovák, 12%-a szerb, 5%-a cseh anyanyelvű volt. Pozsega vármegye Pozsegai járásának része volt. Az első világháború után 1918-ban az új szerb-horvát-szlovén állam, majd később (1929-ben) Jugoszlávia része lett. 1991-ben lakosságának 95%-a horvát nemzetiségű volt. A településnek 2011-ben 198 lakosa volt.

## Lakossága
| Lakosság változása | Lakosság változása | Lakosság változása | Lakosság változása | Lakosság változása | Lakosság változása | Lakosság változása | Lakosság változása | Lakosság változása | Lakosság változása | Lakosság változása | Lakosság változása | Lakosság változása | Lakosság változása | Lakosság változása | Lakosság változása |
| ------------------ | ------------------ | ------------------ | ------------------ | ------------------ | ------------------ | ------------------ | ------------------ | ------------------ | ------------------ | ------------------ | ------------------ | ------------------ | ------------------ | ------------------ | ------------------ |
| 1857               | 1869               | 1880               | 1890               | 1900               | 1910               | 1921               | 1931               | 1948               | 1953               | 1961               | 1971               | 1981               | 1991               | 2001               | 2011               |
| 57                 | 63                 | 90                 | 123                | 129                | 150                | 178                | 188                | 213                | 226                | 276                | 247                | 232                | 216                | 225                | 198                |